# Lechința (okręg Satu Mare)
Lechința – wieś w Rumunii, w okręgu Satu Mare, w gminie Călinești-Oaș. W 2011 roku liczyła 766 mieszkańców. 